# Iuvavum

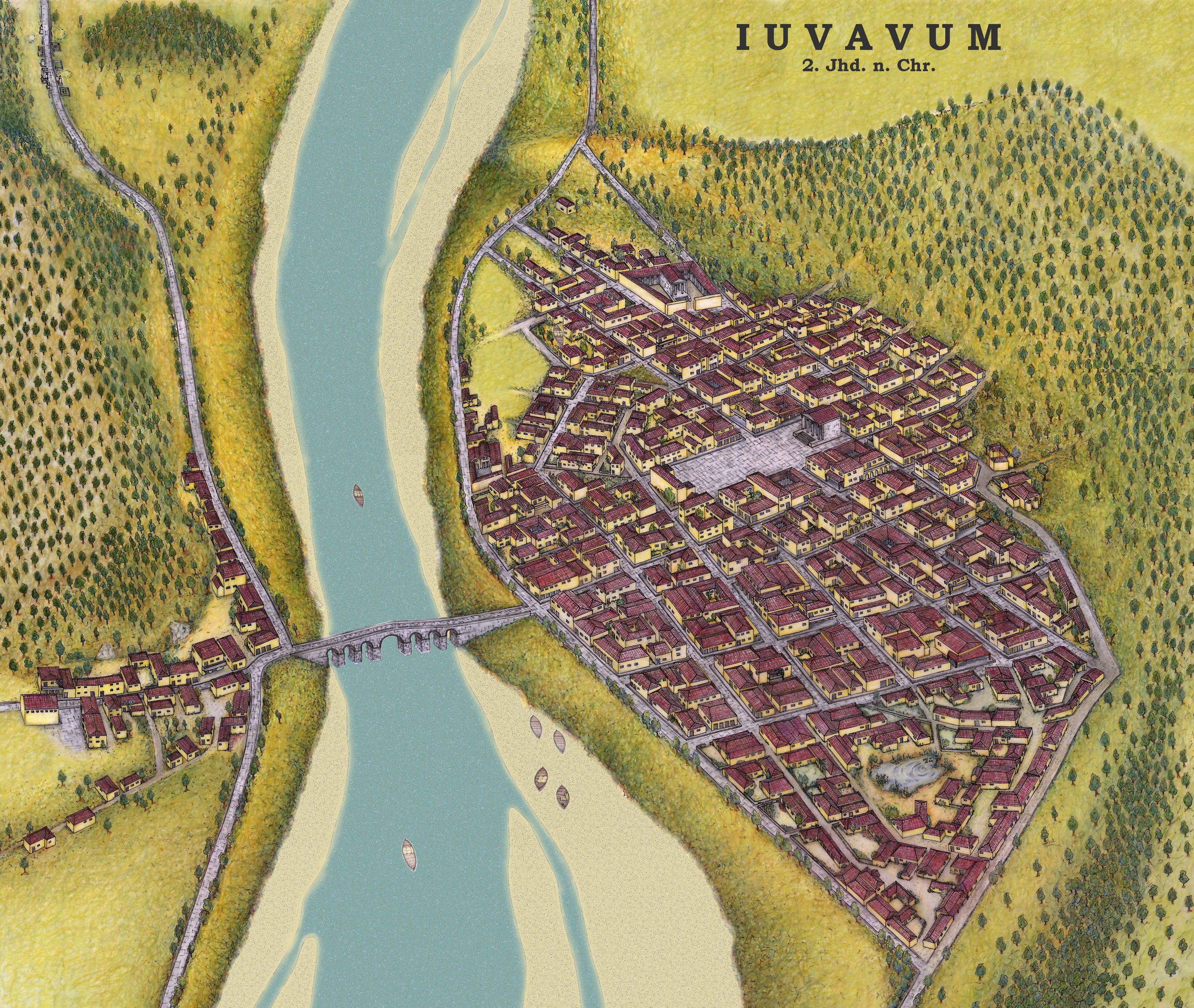
Iuvavum im 2. Jahrhundert n. Chr.

Das Municipium Claudium Iuvavum (kurz Iuvavum oder Juvavum) war eine römische Stadt an der Stelle der Altstadt des heutigen Salzburg in Österreich. Nachdem die Römer 15 v. Chr. das norische Reich besetzt hatten, wurden die keltischen Niederlassungen auf den heutigen Salzburger Stadtbergen aufgegeben und in der Ebene an der Salzach die Siedlung Iuvavum gegründet. Unter Kaiser Claudius (regierte 41–54 n. Chr.) erhielt Iuvavum das Munizipialrecht und gehörte fortan zur römischen Provinz Norikum, in der Spätantike zu Ufernorikum. Im 3. Jahrhundert begann langsam der Niedergang der Stadt. Nach dem Ende des weströmischen Reiches wurde die Talsiedlung ganz aufgegeben, wobei sich die romanische Restbevölkerung vermutlich auf den Nonnberg und Festungsberg zurückzog.

## Name

### Vorkommen
Der Ortsname Iuvavum ist in fünf literarischen und vielen inschriftlichen Quellen belegt: Mitte des 1. Jahrhunderts n. Chr. taucht er zusammen mit den vier anderen norischen Städten Virunum, Celeia, Teurnia und Aguntum bei Plinius dem Älteren auf. Um 150 n. Chr. erwähnte der Geograf Claudius Ptolemäus den in Norikum gelegenen Ort Κλαυδιούιον (Claudivium), der mit (Claudium) Iuvavum identifiziert wird. Aus der Spätantike finden sich die Schreibweisen Iovavi im Itinerarium Antonini, Iuavo in der Tabula Peutingeriana und Iuvao in der Severinsvita. Die abweichenden Endungen auf -o bzw. -i lassen sich mit der vulgärlateinischen Verdrängung der Nominativendung zugunsten der Ablativ- bzw. Lokativendung erklären. Inschriftliche Belege (zum Beispiel Grabinschriften) gibt es aus dem 1. bis 4. Jahrhundert. Wie in den spätantiken Schriften ist auch in den Inschriften teilweise Iuva- zu Iua- und/oder -avum zu -aum verkürzt. Solche Reduzierungen finden sich auch andernorts und entsprechen der älteren lateinischen Aussprache des Buchstabens ‹v› als Halbvokal [u̯].
Als im Frühmittelalter der deutsche Name Salzburg aufkam, den erstmals um 770 n. Chr. Willibald von Mainz in seiner Bonifatiusvita überlieferte, verschwand der antike Name Iuvavum schrittweise. Um 800 findet man in den Salzburger Güterverzeichnissen (Notitia Arnonis und Breves Notitiae) ein Nebeneinander des neuen und alten Ortsnamens. Während luvavum ab dem 9. Jahrhundert nur noch sehr selten verwendet wurde, blieb das davon abgeleitete Adjektiv luvavensis vor allem im Kontext der Salzburger Kirche weiterhin in Gebrauch. Erst ab der Mitte des 10. Jahrhunderts wurde es langsam vom Adjektiv Salzburgensis abgelöst und seit dem 12. Jahrhundert fast vollständig verdrängt.

### Herkunft

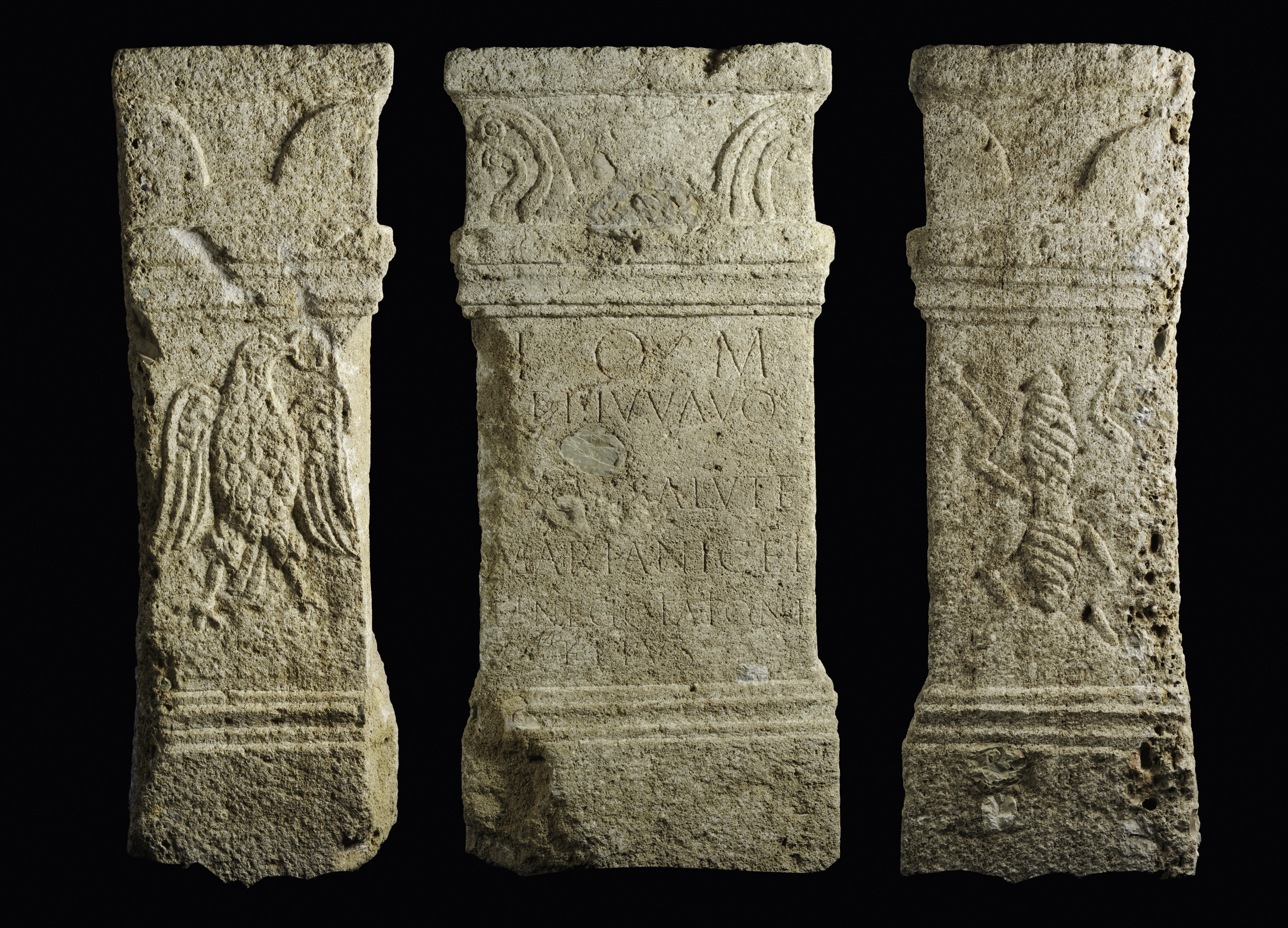
Weihealtar für Iuppiter Optimus Maximus und für Iuvavus (2008 am Residenzplatz gefunden)

Die Etymologie von Iuvavum ist unsicher. Diskutiert wird, welchen Zusammenhang es zwischen dem Stadtnamen Iuvavum und dem Flussnamen Iuvarus, dem wohl antiken Namen der heutigen Salzach, gibt. Damit verknüpft ist auch die Frage, ob es sich bei der Lokalgottheit Iuvavus um einen Stadt- oder einen Flussgott handelt. Lange ging man davon aus, dass der Stadtname vom Flussnamen abgeleitet ist. Dass jedoch bei Grabungen am Residenzplatz ein Weihealtar für den römischen Staatsgott Jupiter und für Iuvavus gefunden wurde, spricht laut dem Historiker Karl Forstner für eine Stadtgottheit. Demnach hätten die Bewohner Iuvavums den Stadtnamen auf den Fluss übertragen. Dies würde auch erklären, warum aus der Antike zwei Namen für die Salzach überliefert sind, nämlich einerseits der ursprüngliche Name Igonta und andererseits der später von der Stadt auf den Fluss übertragene Name Iuvarus bzw. Ivarus.
Dennoch bleibt fraglich, ob der Stadt-, Fluss- bzw. Göttername keltischen, illyrischen oder venetischen Ursprungs ist, wobei zumindest die Herkunft aus dem Lateinischen ausgeschlossen wird. Während man lange einen illyrischen Ursprung annahm, hält Karl Forstner eine venetische Herkunft für plausibel. Die Keltologin Patrizia de Bernardo Stempel erwägt hingegen eine Ableitung vom keltischen Wort für „Eibe“. Iuvavum bedeute demnach etwa „Ort im Eibenwald“.

### Aussprache
Über die antike Aussprache des lateinischen Namens ist nichts bekannt. Erst für das 9. Jahrhundert ist die heutige Aussprache Iuvāvum mit der Betonung auf der vorletzten Silbe nachweisbar.

## Lage
Das antike Iuvavum lag am Nordrand der Ostalpen im Nordwesten der römischen Provinz Norikum. Die Stadt befand sich an beiden Seiten der Salzach in einer Niederung zwischen den drei heutigen Salzburger Stadtbergen. Dieser Ort bot nicht nur von Natur aus Schutz, sondern auch eine wirtschaftlich günstige Lage, da die dort besonders schmale Salzach einen leichten Flussübergang ermöglichte. Daher kreuzen sich dort auch schon in vorrömischer Zeit zwei wichtige Handelswege.

### Römischer Verwaltungsbezirk

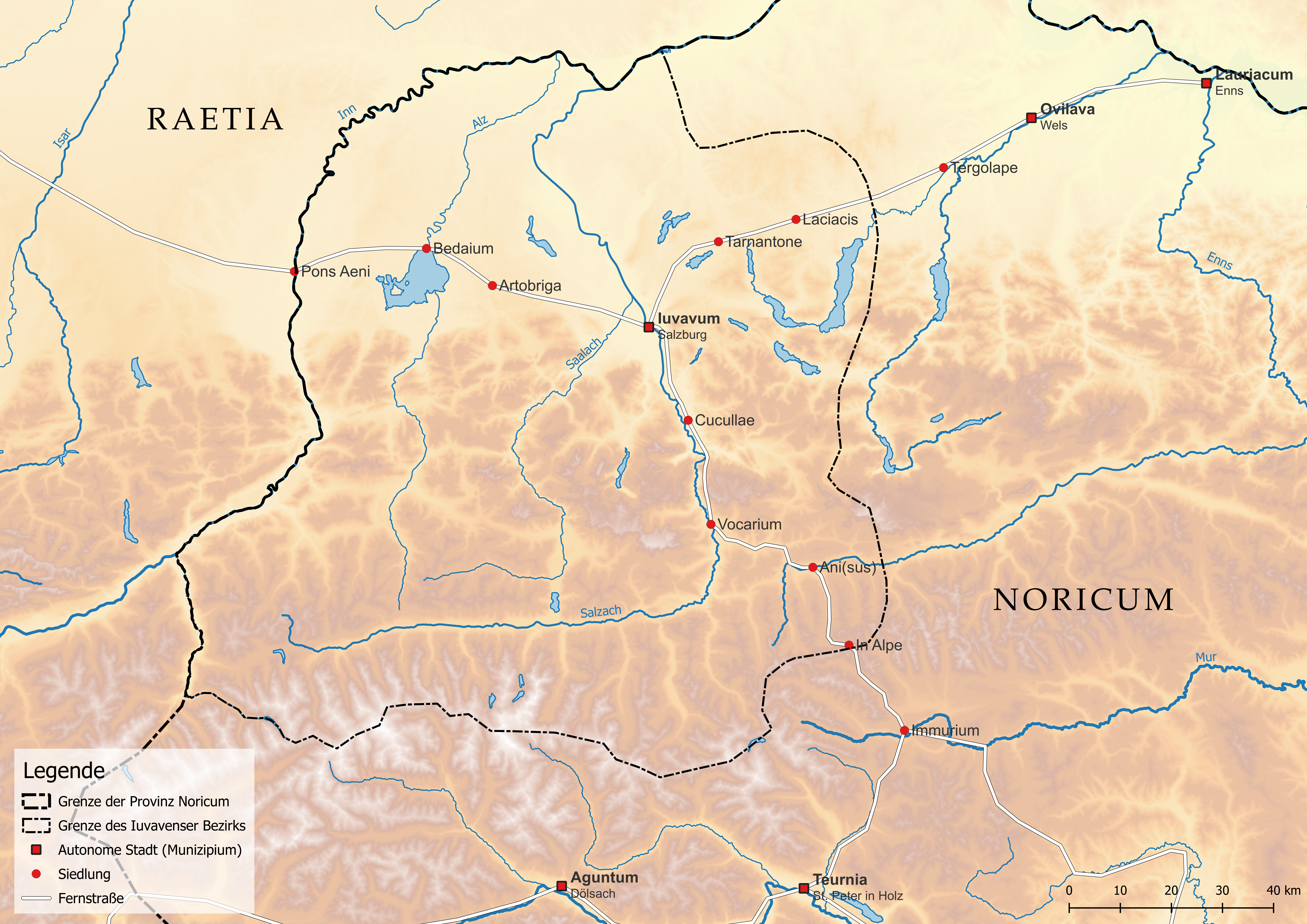
Verwaltungsbezirk des municipium Iuvavum

Zur Stadt Iuvavum gehörte, wie zu jedem römischen Munizipium, ein römischer Verwaltungsbezirk. Trotz fehlender Quellen können dessen Grenzen mithilfe weniger Anhaltspunkte zumindest erahnt werden. Im Süden bietet sich der Kamm der Niederen und Hohen Tauern als natürliche Begrenzung zu den Bezirken von Aguntum und Teurnia an. Im Südwesten bildete der Ziller, im Westen und Nordwesten der Inn die Grenze Norikums zur römischen Provinz Rätien und damit zwangsläufig auch die Begrenzung des Territoriums von Iuvavum. Dessen Nordostgrenze verlief möglicherweise von der Mündung der Salzach in den Inn durch das Mattigtal zum Attersee. Die Ostgrenze des Verwaltungsbezirks ist zwar völlig unklar, angenommen wird jedoch ein ähnlicher Verlauf wie die heutige Salzburger Landesgrenze. Im Wesentlichen gehörten also zum Iuvavenser Bezirk das Gebiet des heutigen Bundeslands Salzburg (ohne den Lungau), der bayerische Chiemgau und Rupertiwinkel sowie der Ostteil Nordtirols, der Westteil des Innviertels und der Attergau. Das vergleichsweise große Gebiet umfasste folglich sowohl weite Alpenregionen als auch landwirtschaftlich wichtige Regionen des Voralpenlands.
Bewohnt wurde der Iuvavenser Verwaltungsbezirk von keltisch-norischen Stämmen, nämlich den Ambisonten (lateinisch Ambisontes), deren Kerngebiet vermutlich im heutigen Pinzgau lag, und den Alaunen (lateinisch Alauni), die jedoch nur bei Claudius Ptolemäus namentlich erwähnt sind und wohl hauptsächlich im heutigen Chiemgau siedelten.
Hauptsächlich rund um das Zentrum Iuvauvm, entlang der Römerstraßen und an den Flüssen und Seen im Alpenvorland ist eine vergleichsweise sehr große Zahl an römischen Landgütern (villae rusticae) nachgewiesen.

### Antike Straßen
Iuvavum lag am Schnittpunkt zweier großer römischer Fernstraßen, deren Streckenverlauf durch zahlreiche Meilensteine und antike Straßenverzeichnisse relativ genau belegt ist. Diese Routen bestanden schon seit prähistorischer Zeit, wurden aber unter den Kaisern Tiberius (regierte 14–37), Caligula (regierte 37–41) und Claudius (regierte 41–54) stark ausgebaut. Entlang dieser Straßen gab es Raststationen (mansiones) in Abständen von durchschnittlich 13 bis 18 Meilen (ca. 20 bis 27 km). Dort konnten Reisende übernachten, die Pferde wechseln, Reparaturen vornehmen und Lebensmittel besorgen.
Die Nord-Süd-Verbindung führte von Iuvavum durch das Salzachtal über die Radstädter Tauern nach Virunum und schließlich nach Aquileia an der Adriaküste. In späterer Zeit gab es in Immurium auch eine Abzweigung nach Teurnia. Raststationen auf Iuvavenser Gebiet waren Cucullae (heute bei Kuchl), Vocarium (heute bei Pfarrwerfen), Ani(sus) (heute bei Altenmarkt im Pongau) und In Alpe (auf der Passhöhe der Radstädter Tauern an der Grenze zum Verwaltungsbezirk von Teurnia). Die Ost-West-Verbindung verlief durch das Alpenvorland. Nach Westen führte die Fernstraße von Iuvavum über die Raststationen Artobriga (heute zwischen Teisendorf und Traunstein) und Bedaium (heute Seebruck am Chiemsee) zum norischen Grenz- und Zollort Pons Aeni (heute bei Pfaffenhofen am Inn) und von dort aus in die rätischen Städte Augusta Vindelicum (heute Augsburg) und Cambodunum (heute Kempten). Nach Osten kam man über die Raststationen Tarnantone (heute vermutlich bei Pfongau in der Gemeinde Neumarkt am Wallersee), Laciacis (heute bei Frankenmarkt) und Tergolape (heute bei Vöcklabruck) nach Ovilavis (heute Wels) und Lauriacum (heute Lorch bei Enns). Neben diesen überregionalen Straßen gab es ein ausgeprägtes Netz an kleineren Wegen.

## Geschichte

### Keltische Vorgeschichte

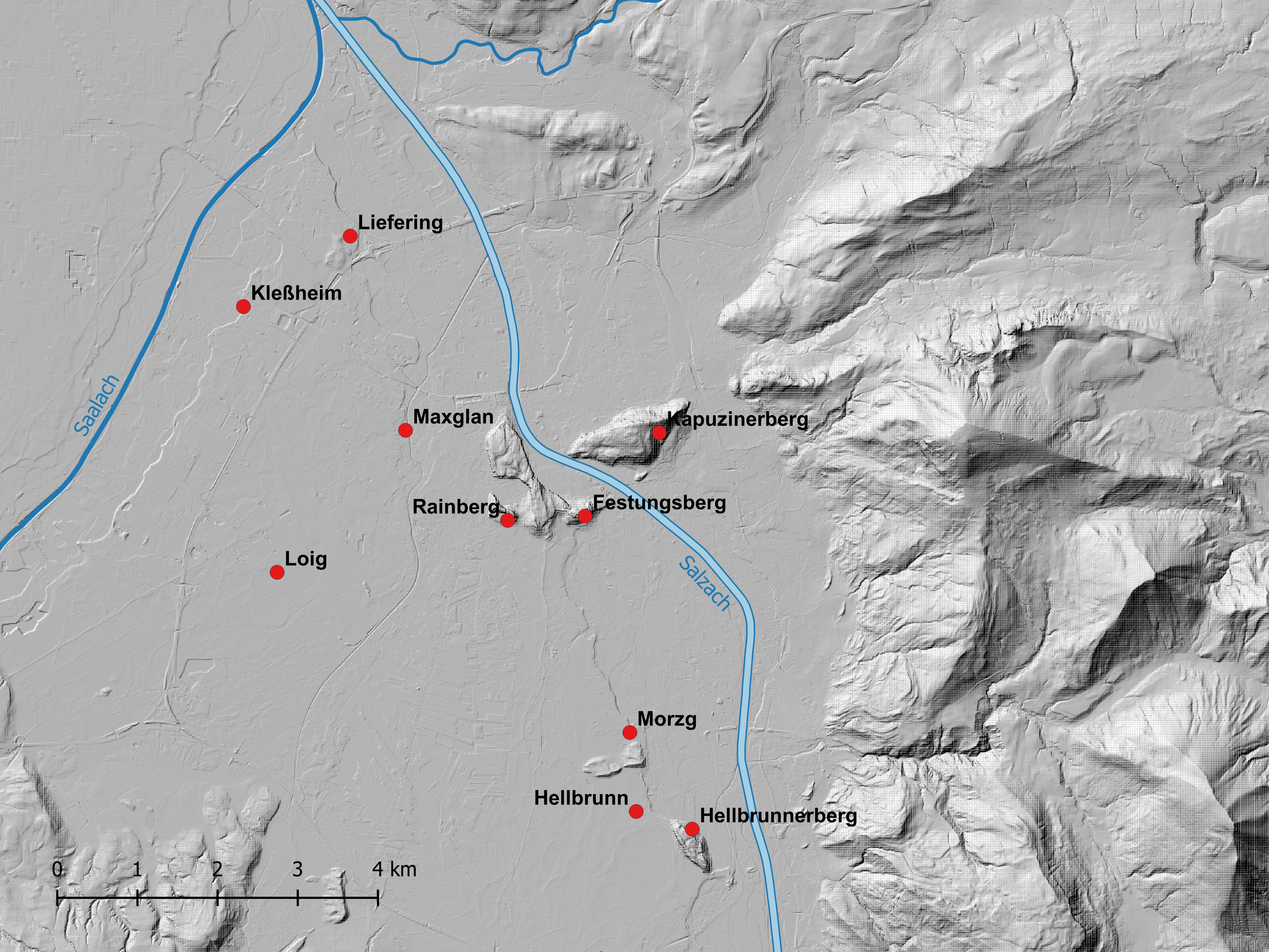
Latènezeitliche Siedlungen in der nahen Umgebung des späteren Iuvavum

Der Ostalpenraum, also auch das Gebiet des heutigen Salzburg, wurde ab ca. 450 v. Chr. von keltischen Stämmen besiedelt. Ab ca. 200 v. Chr. bildeten die dortigen Kelten das norische Reich, das zunehmend Handels- und Bündnisbeziehungen mit den Römern aufbaute.
Auf dem heutigen Salzburger Stadtgebiet und in der Umgebung gab es bereits in der Latènezeit (ca. 450 bis Christi Geburt) einige keltische Siedlungen: Auf dem Rainberg, dem Kapuzinerberg, dem Festungsberg und dem Hellbrunnerberg befanden sich keltische Höhensiedlungen; in den heutigen Salzburger Stadtteilen Liefering, Maxglan, Loig, Morzg und Hellbrunn sowie im Vorort Kleßheim sind ungeschützte keltische Niederlassungen nachgewiesen. Im weiteren Umland Salzburgs gab es keltische Siedlungen in Puch-Urstein, am Dürrnberg bei Hallein, am Georgenberg bei Kuchl und in Karlstein bei Bad Reichenhall. Die Salzburger Umgebung war also in keltischer Zeit vergleichsweise großräumig und dicht besiedelt. In der Ebene an der Salzach, wo später Iuvavum entstand, ist hingegen keine Siedlung aus vorrömischer Zeit bekannt. Nur ein Gräberfeld, das zur Höhensiedlung auf dem heutigen Festungsberg gehörte, wurde bisher gefunden.

### Entstehung der römischen Stadt
Unmittelbar nachdem die Römer in den Augusteischen Alpenfeldzügen unter Tiberius und Drusus 15 v. Chr. Norikum besetzt hatten, begann in den Jahren um Christi Geburt die Besiedlung des Tals an der Salzach. Darauf weisen einzelne Siedlungsspuren aus augusteisch-frühtiberischer Zeit hin, die man hauptsächlich im heutigen Kaiviertel entdeckte. Gleichzeitig wurden die keltischen Höhensiedlungen auf den Salzburger Stadtbergen aufgegeben. Aus römischer Zeit gibt es nämlich dort nahezu keine archäologischen Überreste mehr. Vermutlich wurde die keltische Bevölkerung gezielt von den Römern in die neue Talniederlassung umgesiedelt, wie es damals auch bei vielen anderen norischen Siedlungen geschah, beispielsweise die Umsiedlung vom Magdalensberg nach Virunum. Gründe dafür könnten neben den verkehrstechnischen Vorteilen sein, dass die Römer so die besetzte Bevölkerung besser kontrollieren konnte und befestigte Höhensiedlungen dank der pax Romana nicht mehr benötigt wurden.
Die neue Siedlung, die den Namen Iuvavum erhielt, wuchs nach zaghaften Anfängen schnell in tiberisch-claudischer Zeit auf das gesamte heutige Altstadtgebiet sowie auf das rechte Salzachufer an. Neben den umgesiedelten Kelten ließen sich sicherlich bald auch römische Bürger, hauptsächlich Veteranen und Händler, im verkehrstechnisch günstig gelegenen Iuvavum nieder. Begleitet oder sogar bedingt wurde dieser schnelle Siedlungsaufbau durch den Ausbau des Alpenübergangs über die Radstädter Tauern. Gleichzeitig erschloss man das Umland von Iuvavum und errichtete dort Gutshöfe (villae rusticae), um den großen Bedarf an landwirtschaftlichen Erzeugnissen in der neuen Siedlung zu decken.
Als Mitte des 1. Jahrhunderts n. Chr. Kaiser Claudius Norikum, das sich bis dahin rechtlich im Okkupationszustand befunden hatte, offiziell in eine Provinz umwandelte, erhob er Iuvavum ebenso wie vier weitere norische Siedlungen zum Munizipium, also zu einer selbstverwalteten römischen Stadt. Iuvavum, das nun mit vollem Namen Municipium Claudium Iuvavum hieß, war der erste norische Ort nördlich der Alpen mit römischem Stadtrecht, wobei zumindest anfangs vermutlich nur das Latinische Bürgerrecht gewährt wurde. Die Romanisierung schritt schnell voran, denn Iuvavum entwickelte sich bald zu einem Handelsplatz für italische und gallische Keramik, griechische Weine und mediterrane Fischprodukte. Auch die römische Währung verbreitete sich mit der Zeit.

### Erste Blütezeit

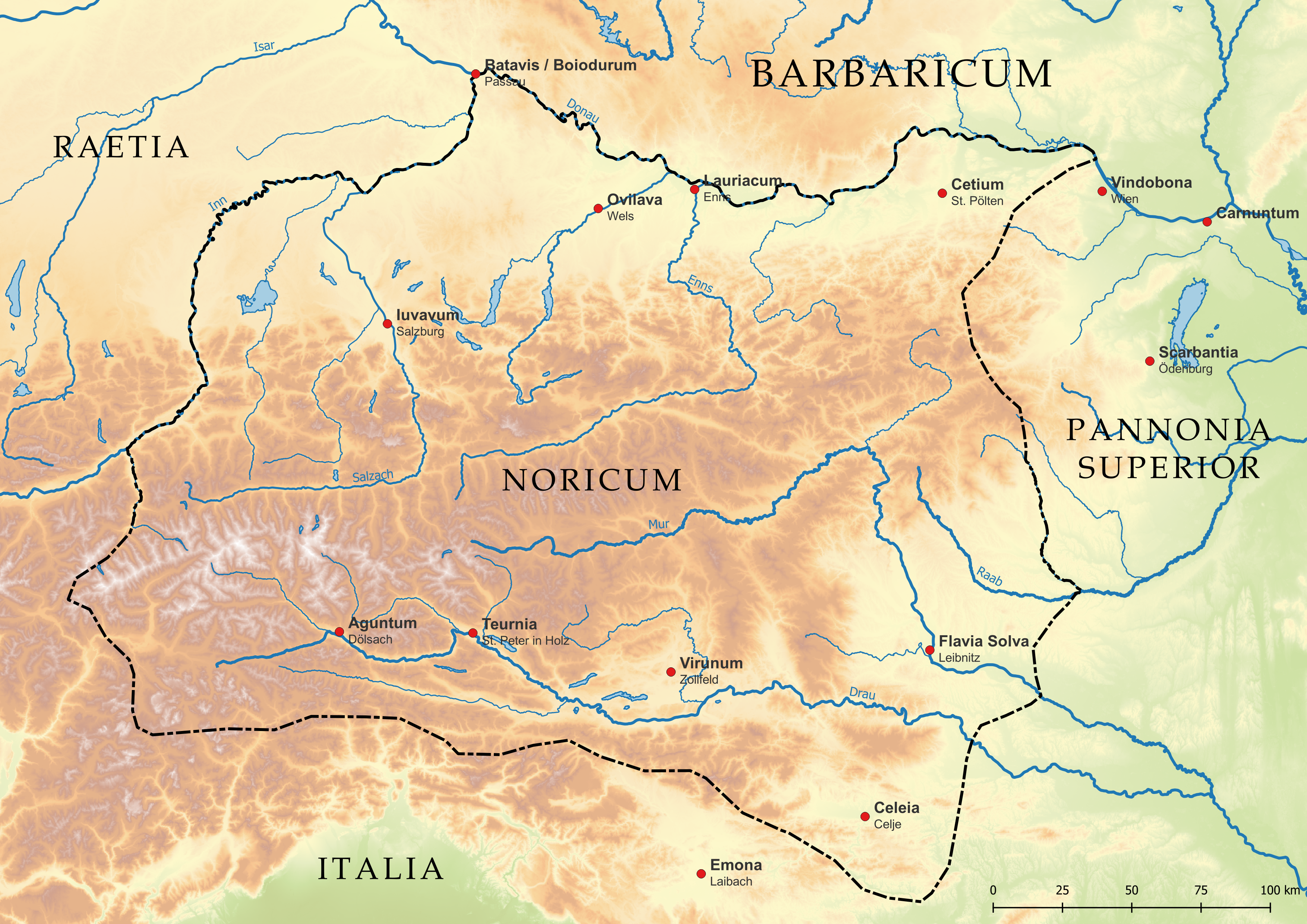
Norikum in römischer Zeit

Zunächst bestand Iuvavum ausschließlich aus Holzbauten. Archäologisch nachgewiesen sind Gebäude mit etwa zehn Metern Länge und etwa fünf Metern Breite. Verwendet wurden Buchen-, Eichen-, Fichten-, und Föhrenholz. Die Dächer bestanden aus Reisig, die Wände wurden im Block- oder Rutenwandbau konstruiert. Zweiteres meint eine Fachwerkkonstruktion mit einem Geflecht aus Haselruten, das mit Lehm ummantelt und mit Mörtel verputzt wurde. Aus dem 1. Jahrhundert sind in Iuvavum einige Brände und zwei große Überschwemmungen nachweisbar, die eine etwa 55 n. Chr., die andere etwa 100 n. Chr., wobei zerstörte Gebäude stets wieder aufgebaut wurden. Offenbar sorgten die Bewohner Iuvavums danach für etwas Hochwasserschutz, denn ab dem 2. Jahrhundert sind keine gravierenden Hochwasser mehr bekannt.
Ab etwa 100 n. Chr. ersetzte man die Holzbauten und errichtete fast nur noch Steingebäude. Gründe dafür könnten sowohl der Brandschutz als auch der Wunsch und die Möglichkeit zu mehr Komfort sein. Für diese Zeit sind auch erstmals Hypokaustenheizungen, ein Peristyl, Straßenpflasterung und eine Kanalisation in Iuvavum belegt. Vermutlich gab es damals auch Wasserleitungen aus Holzrohren. Insgesamt kann die zweite Hälfte des 1. Jahrhunderts und die erste Hälfte des 2. Jahrhunderts als die wirtschaftliche Blütezeit Iuvavums angesehen werden. Einerseits lag dies an der für den Handel günstigen Geografie der Stadt und andererseits am florierenden Handwerk. Für diese Zeit sind beispielsweise mehrere bronze- und eisenverarbeitende Werkstätten, zwei Töpfereien und eine Glasmanufaktur in Iuvavum belegt.

### Markomannenkriege und Wiederaufbau
Um 170 n. Chr. stürmten germanische Stämme, vor allem die Markomannen und Quaden, den römischen Limes und verwüsteten große Teile Norikums, bevor sie bis nach Oberitalien vordrangen. Bei diesen Plünderungszügen, mit denen die Markomannenkriege begannen, erlitt vermutlich auch Iuvavum Zerstörungen. Die Zuordnung der archäologisch nachweisbaren Brandspuren im Stadtbereich zu diesem Kriegsereignis ist jedoch im Einzelnen unsicher. Nach dem endgültigen Sieg des Kaisers Mark Aurel über die Germanen 180 n. Chr. setzte der Wiederaufbau der Stadt nur langsam ein. Zunächst verzögerte eine aus dem Osten eingeschleppte Seuche die Instandsetzungsarbeiten. Außerdem lähmte eine Wirtschaftskrise die Provinz. Erst unter Kaiser Septimius Severus (regierte 193–211) ist in Iuvavum wieder eine rege Bautätigkeit nachweisbar. Aus dieser Wiederaufbauzeit stammen die ältesten bekannten Mosaike Iuvavums, die in den dortigen Mosaikwerkstätten für die Stadt und das weitere Umland angefertigt wurden. Außerdem sind aus severischer Zeit am Glanbach westlich des antiken Iuvavum die Reste eines Ehrenbogens erhalten, der wohl als Dank für Septimius Severus errichtet wurde. Auch auf den Gutshöfen im Iuvavenser Umland gab es damals eine rege, teilweise luxuriöse Bautätigkeit. Zudem wurden die Fernstraßen nach Augusta Vindelicum, Ovilavis und über die Radstätter Tauern repariert, wie die Inschriften auf zahlreichen Meilensteinen belegen. Darüber hinaus ließ Septimius Severus eine neue Straße von den Radstätter Tauern nach Teurnia anlegen, wodurch eine Direktverbindung zwischen Iuvavum und Teurnia entstand. All diese Aspekte deuten auf beachtliche wirtschaftliche Prosperität um 200 n. Chr. in Iuvavum und Umgebung hin. Während ältere Forschungsbeiträge die Zeit nach den Markomannenkriegen als langsamen Verfall Iuvavums darstellen (so noch Wilfried K. Kovacsovics 2002), geht die neuere Forschung davon aus, dass man für diese Phase problemlos von einer zweiten Blütezeit sprechen kann.
Über die Geschichte Iuvavums im weiteren Verlauf des 3. Jahrhunderts n. Chr. ist vergleichsweise wenig bekannt. Die Provinz Norikum wurde nun wiederholt von germanischen Stämmen, vor allem von den Alamannen, geplündert. Wahrscheinlich gab man infolgedessen viele villae rusticae im Umland von Iuvavum auf. Ob es auch zu Zerstörungen in Iuvavum kam, ist hingegen unklar. Teils wird eine feindliche Einnahme und Plünderung der Stadt für die Regierungszeit des Gallienus (260–268) angenommen, da sich im archäologischen Befund entsprechende Brandschichten zeigen. Da Brandschichten jedoch unterschiedliche Ursachen haben können, ist diese Deutung umstritten. Obwohl auch aus dem 3. Jahrhundert weiterhin reichhaltiges Fundmaterial und vor allem hochwertige Mosaike in Salzburg und Umgebung gefunden wurden, scheint ein gewisser Niedergang der Region erkennbar zu sein, der sich beispielsweise in einem auffälligen Rückgang der Münzfunde aus dieser Zeit abzeichnet. Wiederum unklar ist allerdings, ob schon in dieser Zeit die besiedelte Fläche von Iuvavum abnahm oder ob dies erst in den folgenden Jahrhunderten vonstattenging.

### Spätantiker Niedergang
Mit der Verwaltungsreform Kaiser Diokletians (regierte 284–305) wurde die Provinz Norikum entlang des Alpenhauptkammes in Ufernorikum (Noricum ripense), zu dem nun Iuvavum gehörte, und Binnennorikum (Noricum mediterraneum) geteilt. Als unter Diokletian und seinem Nachfolger Konstantin (regierte 306–337) die militärischen Anlagen am norischen Limes und im nordwestnorischen Hinterland ausgebaut wurden, kam es dort wieder zu einer längeren Friedensperiode. Damals errichtete man entlang der Voralpenstraße in Bedaium und Pons Aeni je ein Kastell zum Schutz gegen Germaneneinfälle. Unter Kaiser Valentinian I. (regierte 364–375) entstand möglicherweise auch auf dem Salzburger Festungsberg ein Kastell. Auch ansonsten ist unter dessen Regierungszeit und in der Zeit danach eine erhöhte Bautätigkeit bzw. Wiederaufbautätigkeit in Iuvavum belegt. Ende des vierten, Anfang des 5. Jahrhunderts belasteten jedoch vermehrte Germaneneinfälle die Stadt und das Umland, wobei das Ausmaß an Zerstörungen auch hier unklar ist. In dieser Zeit umfasste das Siedlungsgebiet jedoch, vermutlich bedingt durch die verschlechterte Wirtschafts- und Sicherheitslage, nur noch den Bereich zwischen dem heutigen Domplatz und der Schanzlgasse. Um 470 taucht der Ort Iuvavum in der Severinsvita des Eugippius auf. Erwähnt wird dabei eine cellula, womit vermutlich eine Einsiedelei oder ein Kloster gemeint ist, und eine basilica iuxta oppidum, also eine Kirche in der Nähe der Stadt. Letzteres deutet darauf hin, dass es zusätzlich eine Gemeindekirche innerhalb der Stadt gegeben hat. Gesicherte archäologische Quellen über das Christentum im antiken Iuvavum gibt es hingegen nicht.

### Frühmittelalter
Obwohl der germanische Heerführer Odoaker 488, nachdem er das Rugierreich an der Donau vernichtet hatte, die Evakuierung der romanischen Bevölkerung aus Ufernorikum veranlasste, hat vor allem zwischen Iuvavum und dem Pass Lueg ein größerer Teil der Romanen dieser Anordnung offensichtlich nicht Folge geleistet. Die romanische Siedlungskontinuität im Salzburger Raum lässt sich beispielsweise an den vielen romanischen Namen nachweisen, die noch im 8. Jahrhundert im Salzburger Verbrüderungsbuch als Mitglieder des dortigen Klosters aufgelistet sind.
Im Frühmittelalter gab man wohl wie bei mehreren anderen Römerorten in der Umgebung die Talsiedlung ganz auf und zog sich auf den Nonnberg und Festungsberg zurück. Die Salzachebene wurde nun hingegen als Begräbnisort genutzt, wie die Funde von Reihengräbern am Kapitelplatz, unter der Kapitelgasse, am Residenzplatz und unter dem Dom zeigen. Als um 700 Bischof Rupert an den Ort des antiken Iuvavum kam, fand er auf dem Nonn- und Festungsberg noch eine befestigte Siedlung, ein sogenanntes castrum superius vor. Vermutlich handelte es sich dabei um die ununterbrochen fortbestandene Höhensiedlung, in der die romanische Restbevölkerung des antiken Iuvavum lebte.
Spätestens mit der Gründung der Klöster St. Peter und Nonnberg sowie des Bistums Salzburg im 8. Jahrhundert geht die Geschichte des antiken Iuvavum in die des mittelalterlichen Salzburg über.

## Stadtanlage
Zur Blütezeit lebten in Iuvavum auf einer Siedlungsfläche von etwa 35 Hektar schätzungsweise 7.000 Personen. Die Bevölkerung bestand überwiegend aus einheimischen Kelten, die rasch romanisiert wurden, aber auch aus Veteranen und Einwanderern aus dem Mittelmeerraum. Trotz langjährigen Grabungen an unterschiedlichen Punkten ist nur wenig Genaues über die baulichen Strukturen der antiken Stadt bekannt.
Anders als man bei einer neugegründeten Römerstadt erwarten würde, besaß Iuvavum anscheinend weder ein regelmäßiges rechtwinkliges Straßenraster noch eine strenge, funktional differenzierte Gliederung des Stadtgebiets. Die unterschiedlichen antiken Baufluchtlinien, die durch Ausgrabungen bekannt wurden, legen laut dem Archäologen Peter Höglinger eine ungeordnete, dynamische Siedlungsentwicklung nahe. Die Gewerbebetriebe scheinen über das antike Stadtgebiet verteilt gewesen zu sein. Die luxuriöseren Wohnhäuser hingegen konzentrierten sich wohl im Zentrum des Stadtgebiets links der Salzach. Rechts der Salzach häufen sich Spuren von Schnitzer-, Gerber- und möglicherweise auch Färberbetrieben, die wohl aufgrund ihres starken Geruchs am Stadtrand angesiedelt waren. Außerdem fand man rechts der Salzach an der Ecke Linzergasse/Bergstraße die Reste einer Basilika. Für die Existenz eines Theaters, Amphitheaters oder von Thermen gibt es bislang keine Belege. Auch das Forum und der für ein römisches Munizipium unverzichtbare Haupttempel der kapitolinischen Trias (Jupiter, Juno und Minerva) konnten noch nicht lokalisiert werden. Der Archäologe Günther Thüry schlägt für die Lokalisierung des Forums den Alten Markt vor, sein Kollege Wilfried Kovacsovics das Domareal. Einen Kultbau fand man bisher nur in der Kaigasse, wobei die Zuordnung zu einer Gottheit schwierig ist. Da man in der Nähe Überreste von Kultbildern des Asklepios, der Hygieia, des Serapis und der Kybele fand, können dort weitere Heiligtümer angekommen werden.
Über Art und Aussehen der Wohngebäude liegen bisher ebenfalls nur wenige Befunde vor, da keines der antiken Gebäude vollständig freigelegt werden konnte. Baureste aus der Zeit zwischen 1. und 4. Jahrhundert n. Chr. wurden nur am Rande oder durch Sondierungsschnitte erfasst, nur wenige ihrer Räume konnten umfassend dokumentiert werden. Näher bekannt sind nur das 1966/1967 am Domplatz untersuchte sogenannte Peristylhaus, eine Stadtvilla mit straßenseitiger Portikus im Toskanatrakt der Alten Residenz, zwei 1988/1989 entdeckte Häuser im Hof des Kapitelhauses und ein Gebäude im Nordtrakt der Neuen Residenz (untersucht 1998–2000 und 2003–2004). Die gut ausgestatteten Wohnhäuser im Bereich um den heutigen Dom waren mit qualitätvollen Mosaikböden ausgelegt, sie verfügten teils über Hypokaustheizungen und mehrräumige Badeanlagen.
Von der heutigen Bischofsresidenz bis zum Bürgerspital St. Blasius erstreckte sich ein ausgedehntes Handwerkerviertel, in dem unter anderem Tongeschirr, Ziegel und Mosaiken produziert wurden. Dass auf dem Areal des Furtwänglergartens zur Römerzeit ein Handwerksviertel lag, war bereits seit langem bekannt. Auch dort wurden Reste von Wohnhäusern mit Fußboden- und Wandheizungen freigelegt, dicht daneben Werkstätten und Feuerstellen. Den gefundenen Resten nach zu urteilen dürften hauptsächlich Metall, Leder und Ton verarbeitet worden sein.
An den Ausfallstraßen befanden sich, wie in der Antike üblich, Gräberfelder. In Iuvavum sind vier Gräberfelder mit Brand- und Körperbestattung aus dem 1. bis 3. Jahrhundert bekannt: Ein großer, früher Bestattungsplatz lag am Bürglstein an der Straße nach Süden nach Virunum und Teurnia. Ein kleineres frühes Gräberfeld befand sich am Ende der Linzer Gasse an der Straße nach Westen nach Ovilavis. Die anderen beiden Grabplätze lagen im Nonntal an einer kleineren Straße nach Süden und am Müllner Hügel an der Straße nach Westen nach Augusta Vindelicum.
In valentinianischer Zeit wurde am höchsten Punkt des Festungsbergs ein Burgus errichtet. Vermutlich bestand dieser, wie üblich, aus einem rechteckigen Turm, der mit etwas Abstand von einer Mauer umgeben war. Trotz unklarer Quellen kann man die dortigen Funde als militärisches Festungsbauwerk deuten. Solche Wehranlagen wurden damals an zahlreichen Orten entlang des Limes Noricus, aber auch im Hinterland errichtet, um in einem letzten großen Versuch die römische Herrschaft gegen die Germaneneinfälle zu schützen. Möglicherweise war der Burgus auch in eine zeitgleich eingerichtete befestigte Höhensiedlung eingebunden, die auch den Nonnberg miteinschloss. Vermutlich handelte es sich bei dem im 8. Jahrhundert noch existierenden castrum superius um die Reste dieser spätantiken Höhensiedlung.

## Forschungsgeschichte
Die Überreste der römischen Stadt sind an zahlreichen Fundstellen untersucht, in der Altstadt links der Salzach ebenso wie am Brückenkopf rechts der Salzach und auf den Stadtbergen. Auch im Salzburger Umland finden sich etliche antike Zeugnisse, beispielsweise die römische Villa Loig und unzählige Meilensteine.
Bereits in der Renaissance begannen Gelehrte mit der Sammlung von antiken Fundstücken, vor allem Steine mit Inschriften und Münzen. Jedoch kamen die frühneuzeitlichen Forscher auf einige aus heutiger Sicht abwegige Geschichtsvorstellungen, zum Beispiel die Herleitung des Namens Iuvavum von lateinisch iuvare oder die Annahmen, das antike Iuvavum sei von Gaius Iulius Caesar gegründet worden und habe sich nicht auf dem Altstadtgebiet, sondern auf dem Untersberger Moor befunden. Dementsprechend deutete man damals die Überreste aus der Antike häufig falsch.
Erst Anfang des 19. Jahrhunderts begann eine gründliche archäologische Erforschung der Salzburger Vergangenheit. 1792 entdeckte Josef Rosenegger bei Grabungsarbeiten für den neuen Park ein großes römisches Gräberfeld. Der Bürglstein wurde rasch zu einer überregional bekannten Attraktion. Allerdings begann Rosenegger bald auch Fälschungen anzulegen. 1815 wurde in Loig, einem Ortsteil von Wals-Siezenheim, eine römische Villa entdeckt, deren Hauptgebäude über 220 Meter lang war. Sie zählt somit zu den größten aller bisher bekannten römischen Landhäuser. Das dort gefundene Theseus-Mosaik mit dem ursprünglichen Ausmaß von 6,36 × 5,50 Meter befindet sich heute im Kunsthistorischen Museum Wien (Antikensammlung). Im gleichen Jahr legte der Geometer Ludwig Grenier zwischen Glas und Glasenbach ein weiteres römisches Landhaus frei. Als 1841 die Stadt Salzburg dem Komponisten Wolfgang Amadeus Mozart ein Denkmal errichten wollte, stieß man beim Ausheben des Fundaments auf die Überreste von zwei römischen Villen. Zusätzlich kamen drei übereinander liegende Mosaikböden zum Vorschein. Der oberste Mosaik aus dem 4. Jahrhundert n. Chr. trug eine nur zum Teil erhaltene Inschrift: „hic habitat felicitas, nihil intret mali“ („Hier wohnt das Glück, nichts Böses soll Zutritt finden“). Vom darunterliegenden Mosaik sind heute aufgrund seiner langen Vernachlässigung und nicht durchgeführten Nachrestaurierungen nur mehr einige Fragmente erhalten. In seiner Gesamtheit ist es in einer kolorierten Zeichnung aus der Zeit seiner Auffindung überliefert. Über die Zeichnung lässt sich außerdem auch seine ehemalige Charakteristik erkennen. Insgesamt sind neun Platten erhalten geblieben. Als Acheloosmosaik bezeichnet man zwei noch heute im Original erhaltene, auf Platten montierte Sechsecke, die ober- und unterhalb des zerstörten Mittelbildes lagen und auf weißem Grund die Köpfe des griechischen Flussgottes Acheloos zeigen. Drei Athletenbilder, von denen heute wiederum nur mehr zwei existieren, wurden wohl im Rahmen einer späteren Restaurierung eingefügt und zeigen jeweils zwei Ring- oder Faustkämpfer.
Am 21. Feber 1950 wurden bei Aushubarbeiten für den Sparkassenneubau in der Altstadt, Ecke Judengasse/Brodgasse, wieder römerzeitliche Funde entdeckt, unter anderem eine zwei Meter breite Gasse mit Steinkanälen sowie Reste von zwei Häusern mit Hypokaustenheizung. Bei Bauarbeiten für den Stuböck’schen Neubau, Ecke Dreifaltigkeitsgasse/Bergstraße, wurden weitere antike Mauerreste sowie ein mittelalterlicher Brunnenschacht aus Steinkonglomerat beobachtet. Am 19. Juni 1951 wurden bei Kanalbauarbeiten in Maxglan, Ganshofstraße und Gärtnerstraße, Reste eines römischen Hauses und diverse Gebrauchsgegenstände gefunden. Bei der Neugestaltung des Residenzplatzes in der Salzburger Altstadt im Sommer 2008 fand Peter Höglinger einen Weihealtar, der dem Jupiter geweiht war. Mit seinen 1,2 Meter Höhe zählte er zu den seltenen Funden, was Größe und Qualität anbelangt. Der Altar stammt aus dem 2. oder 3. Jahrhundert n. Chr.
Bei zahlreichen Bauarbeiten im Salzburger Stadtgebiet wurde in den letzten Jahrzehnten eine große Zahl an antiken Überresten ausgegraben. Aufgrund der immer neuen Funde bricht seit Jahrzehnten die intensive Forschung zur antiken Geschichte Salzburgs nicht ab. Die Funde im Furtwänglergarten, der Kaigasse, der Franziskanergasse und am Max-Reinhardt-Platz wurden beispielsweise unter Denkmalschutz gestellt.

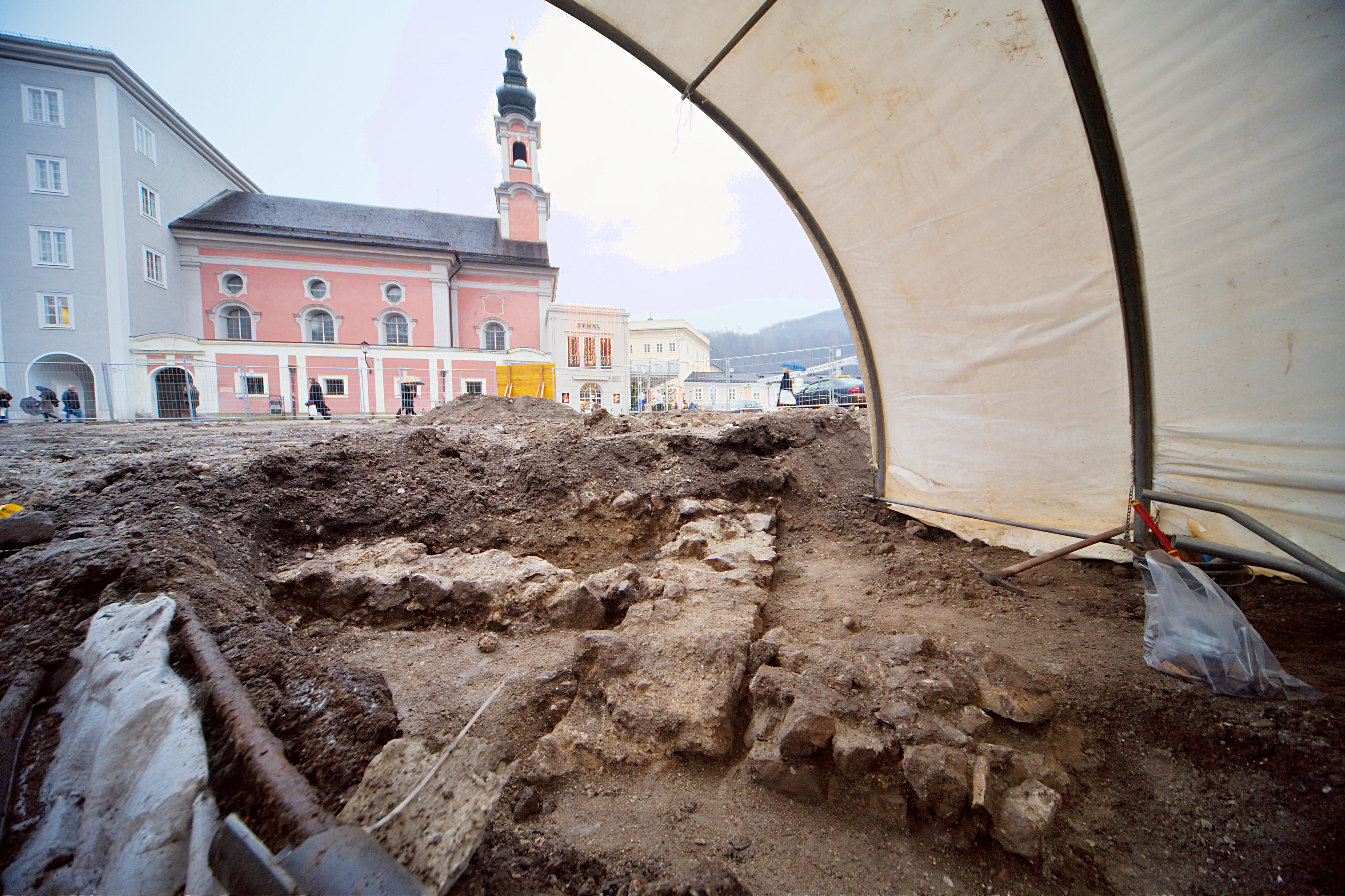
Römische Mauerreste unter dem heutigen Residenzplatz. Ausgrabungsarbeiten 2007
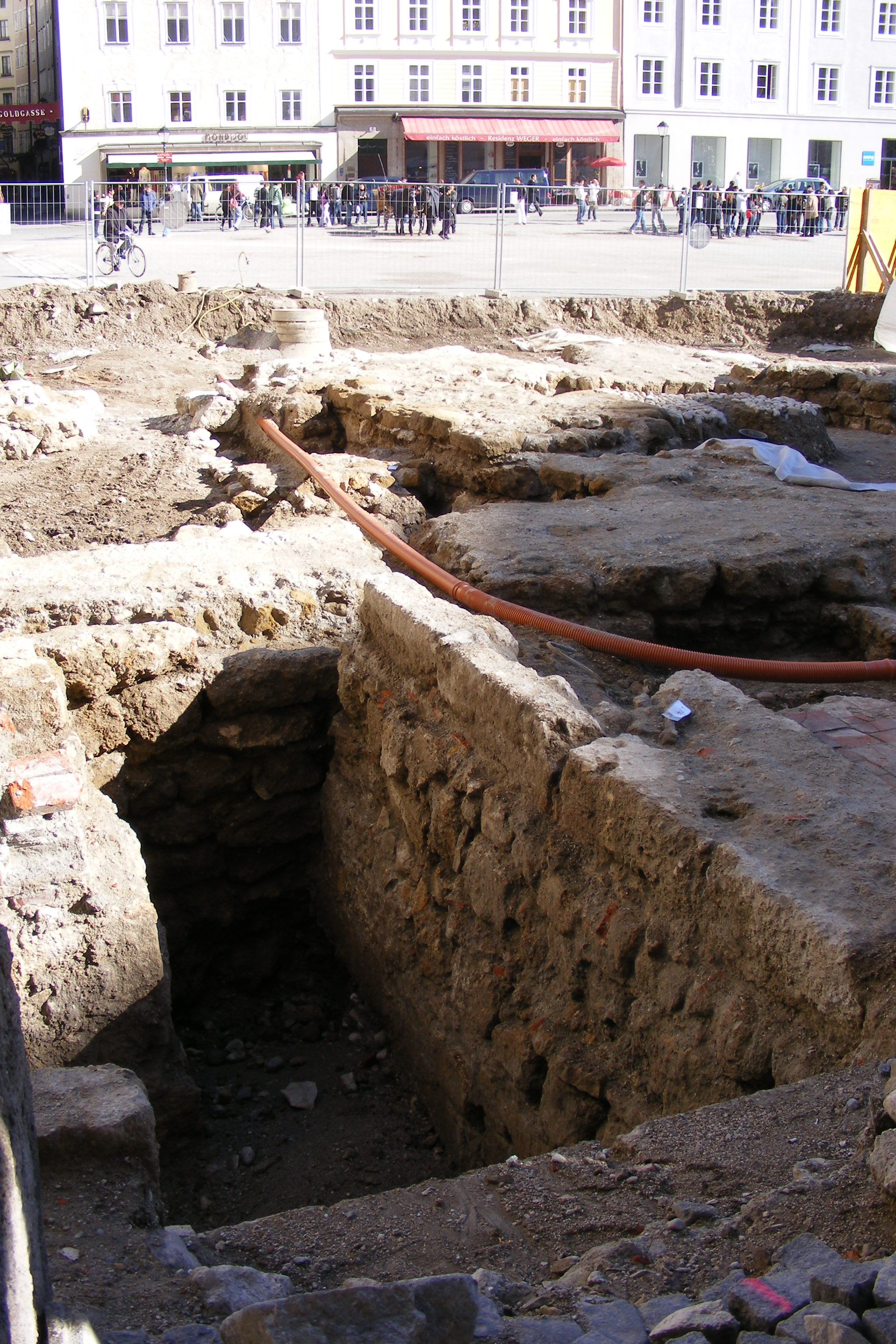
Römische Mauerreste unter dem heutigen Residenzplatz. Ausgrabungsarbeiten 2008
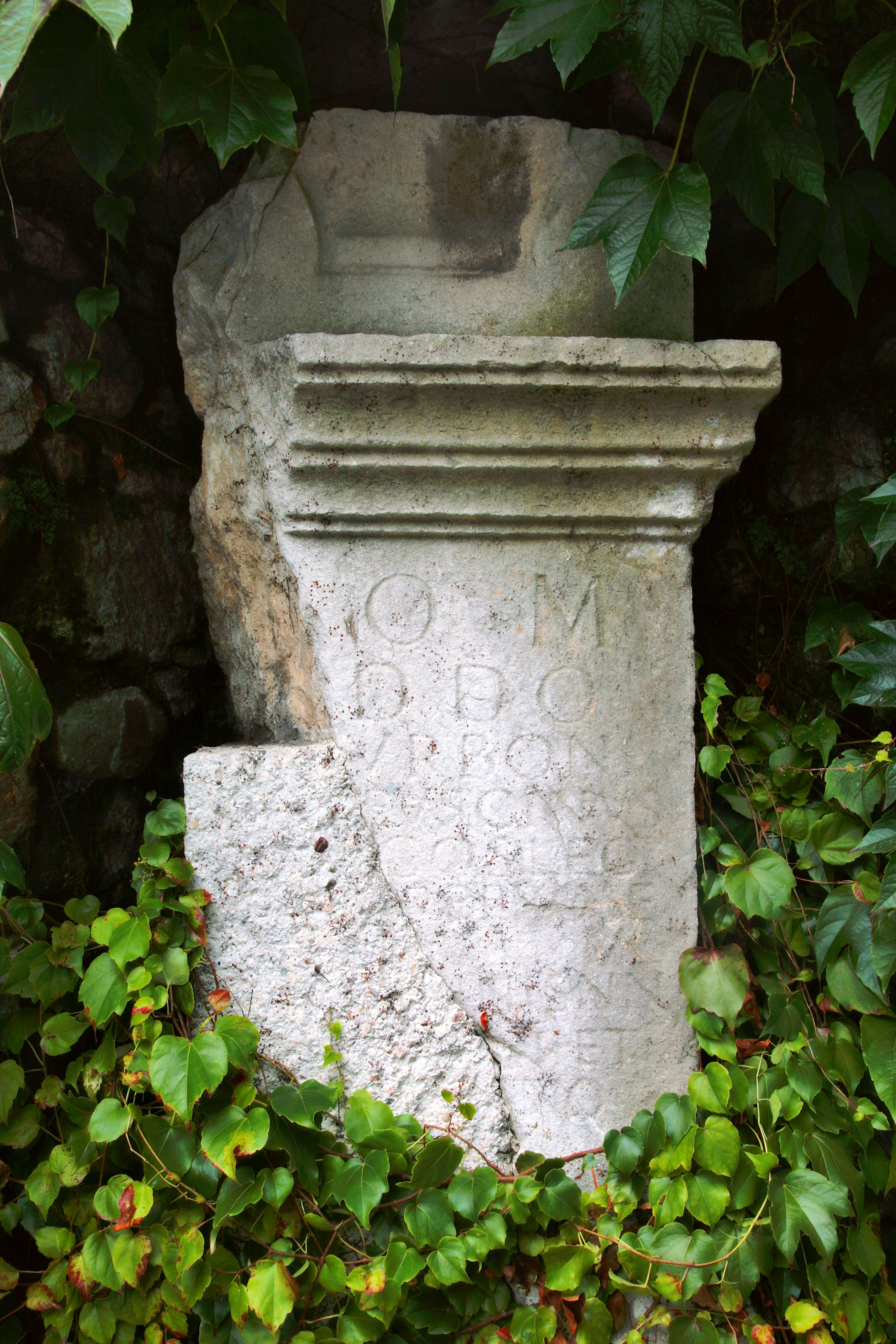
Römischer Weihealtar für Jupiter und alle Götter in der Friedhofsmauer von Grödig